# Тревес, Фредерик
Фредерик Уильям Тревес (29 марта 1925, Маргит, Кент — 30 января 2012, Митчам, Мертон (боро Лондона)) — британский актёр кино и телевидения.

## Биография
Учился в Pangbourne College.
Участник Второй мировой войны, служил в британском торговом флоте. Во время своего первого рейса грузовое судно «Waimarama» входило в состав конвоя в ходе операции «Пьедестал». Было торпедировано и затонуло 13 августа 1942 года. Тревесу удалось спасти нескольких своих товарищей по кораблю, в том числе единственного выжившего офицера, радиста третьего класса Джона Джексона. Тревесу тогда было 17 лет, за что получил медаль Британской империи (BEM) и военную медаль Ллойда (Lloyd’s War Medal for Bravery at Sea) за проявленную храбрость.
После окончания войны окончил Королевскую академию драматического искусства.
Английский характерный актёр с обширным репертуаром, специализирующийся на добродушных типах, военных и титулованных особ. Сыграл более 190 ролей в кино, телефильмах и сериалах.

## Фильмография
- 2003—2006 — Розмари и Тайм — профессор Маллинс
- 2001—2007 — Судья Джон Дид
- 2001 — Казалеты — Уильям Казалет (Бриг), глава семьи
- 2000 — Сад смерти (4 сезон | 14-я серия)
- 2000 — Долгота — губернатор
- 1999 — Вкус солнечного света — император
- 1997 — Танец музыки времени
- 1996—2022 — Безмолвный свидетель
- 1995 — Приключения молодого Индианы Джонса: Глаз павлина
- 1995 — Бешеные псы и англичане
- 1994 — Жена ректора
- 1993 — Губная помада на твоем воротничке
- 1992—1993 — Хроники молодого Индианы Джонса
- 1991 — Пуаро — полковник Лэйси, египтолог
- 1991 — Похищение королевского рубина (3 сезон | 28-я серия)
- 1991 — Боязнь темноты — хирург-офтальмолог
- 1990—1995 — Мистер Бин
- 1990—1993 — Дживс и Вустер
- 1990 — Бумажная маска — Мамфорд, доктор
- 1989 — Бомбардировщик Харрис
- 1988 — Тень на солнце
- 1987—2001 — Инспектор Морс
- 1987 — Мисс Марпл: Спящее убийство — Джеймс Кеннеди, доктор
- 1986 — Да, господин премьер-министр
- 1985 — Сайлас Марнер: Ткач из Рейвлоу — мистер Лэмметер
- 1985 — Защита империи — Арнольд Рис
- 1985 — Винн и Пеньковский
- 1984—2010 — Закон
- 1984 — Человек-невидимка — полковник
- 1984 — Бриллиант в короне — Джон Лейтон, полковник
- 1981 — Ночные ястребы — инспектор полиции
- 1980 — Человек-слон
- 1980 — Доктор Кто
- 1980 — Вишнёвый сад
- 1979 — Чарли Маффин
- 1978 — Замок англичанина — Лонсдейл
- 1977 — Летучий отряд Скотланд-Ярда — Бимакс
- 1976 — В гостях у пожарного (3-й сезон | 29-я серия)
- 1975—1977 — Автомобили Z
- 1974 — Отец Браун — преподобный Дэвид Прайс-Джонс
- 1974 — Убийство на скорую руку
- 1967 — Барон
- 1961—1969 — Мстители
- 1956 — Длинная рука — эпизод (нет в титрах)

Ф. Тревес — внучатый племянник сэра Фредерика Тревза (1853—1923), 1-го баронета, хирурга.
Его сын - Саймон Тревес - английский актёр, режиссёр и писатель.